# William Campbell Preston Breckinridge

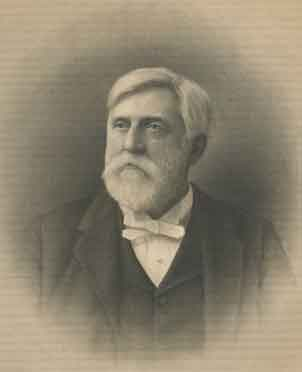
William Campbell Preston Breckinridge

William Campbell Preston Breckinridge (* 28. August 1837 in Baltimore, Maryland; † 18. November 1904 in Lexington, Kentucky) war ein US-amerikanischer Politiker. Zwischen 1885 und 1895 vertrat er den Bundesstaat Kentucky im US-Repräsentantenhaus.

## Werdegang
William Breckinridge war Mitglied einer bekannten Politikerfamilie. Sein Großvater John C. Breckinridge (1821–1875) war zwischen 1857 und 1861 Vizepräsident der Vereinigten Staaten. Andere Familienmitglieder bekleideten hohe politische Ämter in verschiedenen Bundesstaaten und auf Bundesebene. Er besuchte die öffentlichen Schulen seiner Heimat. Im Jahr 1855 absolvierte er das Centre College in Danville. Nach einem anschließenden Jurastudium an der University of Louisville und seiner 1857 erfolgten Zulassung als Rechtsanwalt begann er in Lexington in diesem Beruf zu arbeiten.
Während des Bürgerkrieges stieg er im Heer der Konföderation vom Hauptmann bis zum Oberst auf. Gegen Ende des Krieges war er mit seiner Kavallerieeinheit für die Sicherheit von Präsident Jefferson Davis und dessen Kabinett verantwortlich. Nach dem Krieg wurde Breckinridge Bezirksstaatsanwalt im Fayette County. Zwischen 1866 und 1868 gab er dort auch zwei Tageszeitungen heraus. Später hielt er an der University of Kentucky juristische Vorlesungen.
Breckinridge war Mitglied der Demokratischen Partei. In den Jahren 1876 und 1888 war er Delegierter zu den jeweiligen Democratic National Conventions. Bei den Kongresswahlen des Jahres 1884 wurde er im siebten Wahlbezirk von Kentucky in das US-Repräsentantenhaus in Washington, D.C. gewählt, wo er am 4. März 1885 die Nachfolge von Joseph Clay Stiles Blackburn antrat. Nach vier Wiederwahlen konnte er bis zum 3. März 1895 fünf Legislaturperioden im Kongress absolvieren.
1894 wurde er nicht wiedergewählt. In den folgenden Jahren praktizierte er wieder als Rechtsanwalt. Außerdem gab er die Zeitung „Lexington Herald“ heraus. Er starb am 18. November 1904 in Lexington, wo er auch beigesetzt wurde.